# Thelonious Monk

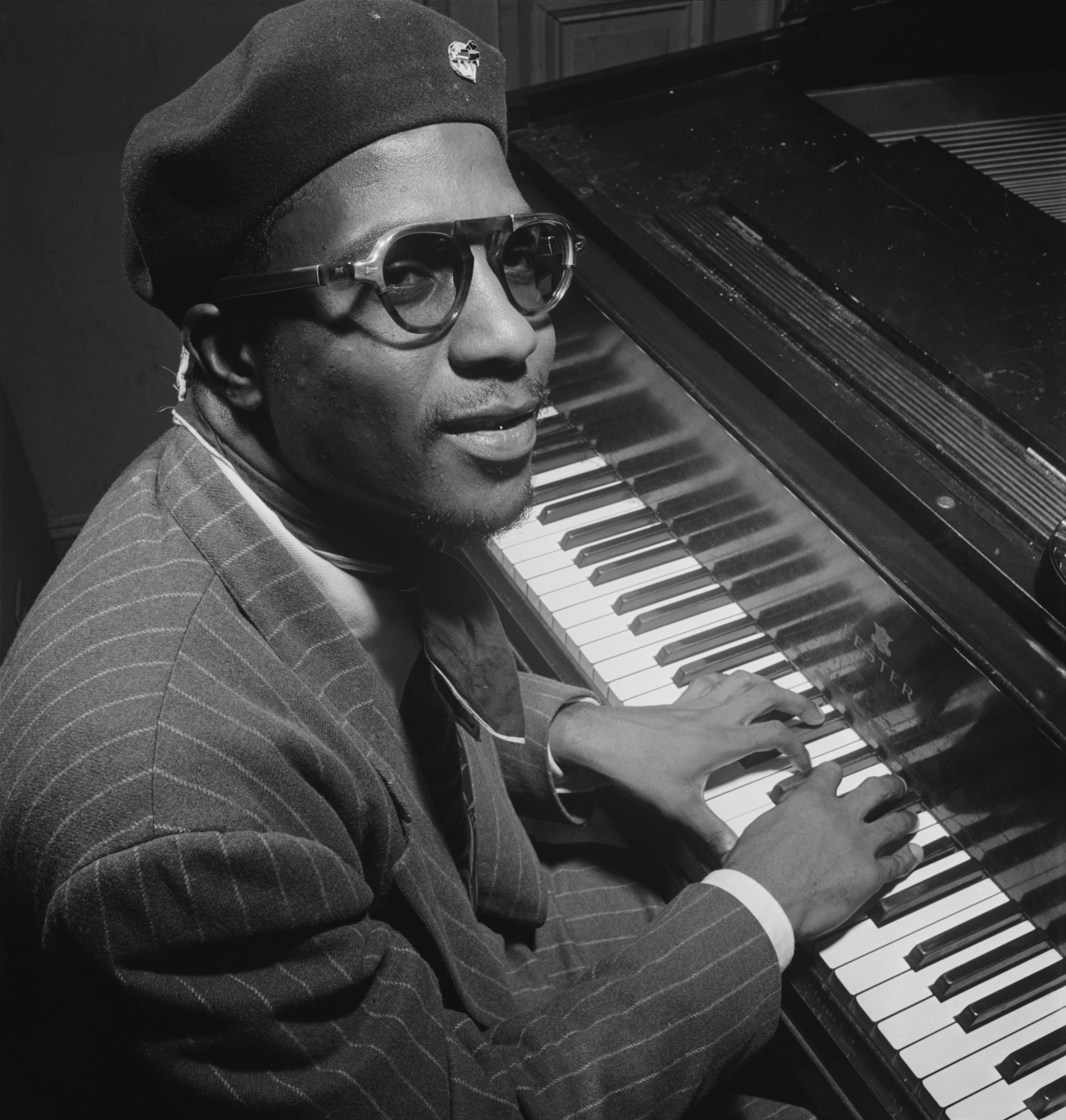
Thelonious Monk (1947)

Thelonious Sphere Monk (* 10. Oktober 1917 in Rocky Mount, North Carolina; † 17. Februar 1982 in Weehawken, New Jersey) war ein US-amerikanischer Jazz-Musiker, der als Pianist und Komponist bekannt wurde.
Er war neben Charlie Parker, Dizzy Gillespie, Charlie Christian und Kenny Clarke einer der Mitbegründer des Bebops. Mit seinem eigenwilligen Klavierstil und seinen unverwechselbaren Kompositionen gilt Monk als einer der großen Individualisten und bedeutenden Innovatoren des Modern Jazz.

## Leben

### Kindheit und Jugend
Thelonious Monk zog als Kind Anfang der 1920er Jahre mit seiner Familie in den südwestlich von Harlem gelegenen und weit überwiegend von Afroamerikanern bewohnten New Yorker Stadtteil San Juan Hill, der dann in den 1950er Jahren abgerissen wurde. Der Vater, Thelonious Monk Sr., verließ die Familie jedoch bereits wenige Jahre später. So lag die Verantwortung für Erziehung und Lebensunterhalt von Thelonious und seinen beiden Geschwistern allein bei seiner Mutter Barbara, die als Angestellte für die Stadtverwaltung arbeitete. Monk wurde von seiner Mutter in seinen musikalischen Neigungen unterstützt und erhielt bereits als Kind Klavierunterricht. Im Alter von dreizehn Jahren hatte er einen Klavierwettbewerb im Harlemer Apollotheater so oft gewonnen, dass er von der weiteren Teilnahme ausgeschlossen wurde.

### Anfänge als Musiker
Die Stadt New York entwickelte sich in Monks Jugendzeit zu einer der großen Jazzmetropolen. Besonders der Stadtteil Harlem wurde mit seinen vielen Clubs zu einem Brennpunkt dieser Entwicklung. So wuchs Monk in einer musikalisch sehr lebhaften Umgebung auf und hörte viele Jazzmusiker „live“. Als frühe Einflüsse gelten Duke Ellington, Fats Waller, Earl Hines und der Stride-Pianist James P. Johnson, der in der Nachbarschaft der Familie Monk lebte.
Erste Erfahrungen sammelte Monk, wie viele Musiker jener Zeit, als Pianist auf „House-Rent-Parties“. Diese waren in von Schwarzen bewohnten Stadtteilen weit verbreitet. Mieter, die ihre Miete (Rent) nicht aufbringen konnten, luden die Menschen ihrer Nachbarschaft ein, sorgten für musikalische Unterhaltung und ließen dann „den Hut herumgehen“. Davon bezahlten sie die Musiker und die Miete. Daneben begleitete Monk auch den Gesang seiner Mutter in der Kirche auf der Orgel. Ein New Yorker Auftritt des Klavier-Virtuosen Art Tatum im Jahr 1932 hinterließ bei dem fünfzehnjährigen Monk einen tiefen Eindruck.
Mit siebzehn Jahren verließ Monk die High School. Danach ging er mit einer Wanderpredigerin zwei Jahre lang als Pianist auf Tour. Er trat dabei auch in Kansas City auf, das damals eine pulsierende Jazz-Stadt war. Sie ist u. a. die Heimat der Count Basie Band und der Pianistin Mary Lou Williams. Diese hörte Monk spielen, erkannte sein Talent und ermutigte ihn in seinen musikalischen Ambitionen. Ihr zufolge verfügte Monk schon damals über einen rhythmisch und harmonisch sehr eigenwilligen Stil. Den Eindruck, den Monks Musik auf sie und andere Musiker machte, beschreibt Mary Lou Williams später so: „Wir nannten es damals ‚Grusel-Musik‘ und behielten es uns fast ausschließlich für die frühen Morgenstunden vor, wenn wir Musiker unter uns waren. Wieso ‚Grusel-Musik‘? Weil die schauerlichen Akkorde uns an Musik erinnerten, die in ‚Frankenstein‘ und ähnlichen Gruselfilmen vorkam.“

### Minton’s Playhouse

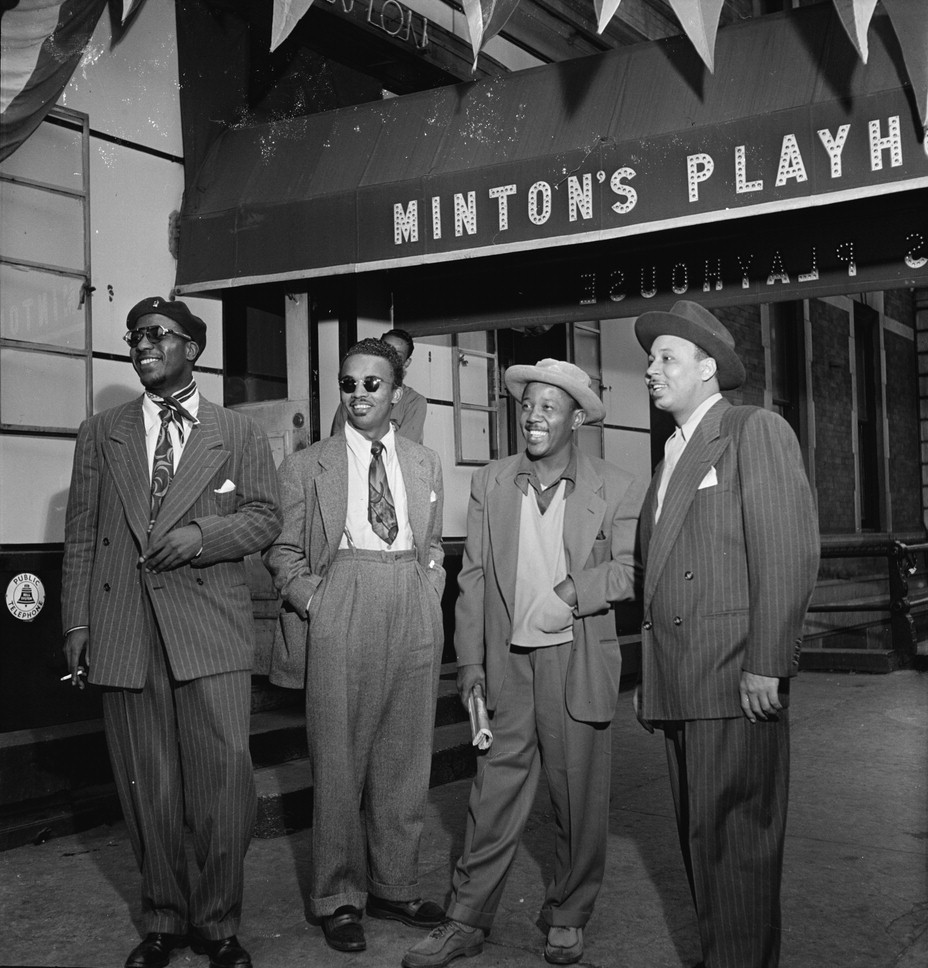
Thelonious Monk (links) mit Howard McGhee, Roy Eldridge und Teddy Hill vor Minton’s Playhouse, ca. September 1947.
Fotografie von William P. Gottlieb.

Wieder zurück in New York City, schlug sich Monk einige Jahre mit Gelegenheitsjobs als Pianist durch. Anfang der 1940er Jahre wurde er Hauspianist im Harlemer Club Minton’s Playhouse, der Treffpunkt eines losen Verbandes junger Musiker war, die bei Jam-Sessions nach neuen musikalischen Wegen abseits des Swing-Mainstreams suchten. Neben Charlie Parker, Dizzy Gillespie, Charlie Christian und Kenny Clarke zählte Monk damit zu dem Kreis der Musiker, die später als Keimzelle eines neuen Stils – des Bebop – und damit des Modern Jazz gelten sollten.
Während Parker und Gillespie später zu den Protagonisten des Bebop avancierten, blieb Monk diese Anerkennung jedoch zunächst versagt. Dies lag zum einen an Monks individualistischer, für viele nur schwer nachvollziehbaren Spielweise, zum anderen aber auch an seiner notorischen Unzuverlässigkeit, die selbst bei großzügiger Auffassung von Pünktlichkeit kaum regelmäßige Proben mit ihm möglich machten. Zwar wurde er 1946 von Dizzy Gillespie als Pianist für dessen Big Band engagiert, da er jedoch wiederholt verspätet oder überhaupt nicht zu Proben oder Auftritten erschien, wurde er gefeuert.
Der Tenorsaxophonist Coleman Hawkins war in dieser Zeit einer der wenigen Bandleader, die Monk als Pianisten engagierten. Hawkins, ein Veteran des traditionellen Swing-Stils, wurde dafür jedoch heftig kritisiert, da das rhythmisch und harmonisch unkonventionelle Spiel Monks beim Publikum auf schroffe Ablehnung stieß. Trotz dieser Widerstände hielt Hawkins den Pianisten in seinem Quartett und machte im Jahr 1944 mit Monk dessen erste Studioaufnahmen.
Da Monk noch immer bei seiner Mutter lebte, die auch für seinen Lebensunterhalt sorgte, musste er nicht aufgrund wirtschaftlicher Zwänge künstlerische Zugeständnisse machen oder seinen eigensinnigen Lebensrhythmus an die Gewohnheiten seiner Mitmenschen anpassen. Stattdessen konnte er sich ungehindert ausschließlich seiner musikalischen Leidenschaft widmen und seine kompositorischen Ideen verwirklichen.
Zu dieser Zeit hielt Monk auch eine Art „Hausseminare“ für befreundete Musiker ab. Der junge Miles Davis, Sonny Rollins, Bud Powell und andere gingen in der Wohnung der Familie Monk ein und aus und ließen sich von Thelonious dessen Kompositionen am Klavier erklären. Dabei achtete er penibel darauf, dass seine oft sehr komplizierten Stücke korrekt gespielt werden. Miles Davis, der ein Jahrzehnt später mit Monks Komposition ’Round Midnight seinen Durchbruch beim breiten Publikum erleben wird, sagte später, dass diese Lektionen für seine musikalische Entwicklung von großer Bedeutung gewesen seien.

### Die Blue-Note-Jahre 1947–1952
Erst 1947, im Alter von 30 Jahren, nahm Monk durch die Vermittlung des Saxophonisten und Talentscouts Ike Quebec seine erste Schallplatte als Bandleader für das aufstrebende Musiklabel Blue Note Records auf, später erschienen unter dem Titel Genius Of Modern Music. Seine Partner bei den Aufnahmen der folgenden Jahre waren u. a. der Vibraphonist Milt Jackson und die Schlagzeuger Art Blakey und Max Roach.
Im gleichen Jahr heiratete er Nellie Smith (1921–2002), ein Mädchen aus der Nachbarschaft. Aus der Ehe gingen zwei Kinder hervor, Thelonious und Barbara (1953–1984).
Monk hatte zu dieser Zeit bereits viele seiner Stücke komponiert, die erst Jahre oder Jahrzehnte später Anerkennung erlangen würden. Dazu zählen seine bekanntesten Kompositionen Well, You Needn’t, ’Round Midnight und Straight, No Chaser. Auch sein individualistischer Klavierstil mit dem für ihn typischen perkussiven Anschlag war jetzt bereits voll ausgeprägt. Seine künstlerische Entwicklung war damit weitgehend abgeschlossen: Im Laufe seiner weiteren Karriere erfuhr seine Musik keine wesentlichen stilistischen Veränderungen und Brüche mehr. Viele der auf Blue Note veröffentlichten Aufnahmen stellen mustergültige Interpretationen seiner Kompositionen dar und gelten heute als Klassiker.
Monks erste Aufnahmen unter eigenem Namen verkauften sich jedoch nur schleppend. Seine eigenwillige Musik traf beim Publikum auf Unverständnis. Auch unter Musikerkollegen und Musikkritikern blieb er umstritten. Häufig wurde ihm sogar mangelndes technisches Können unterstellt.
Auch ein Vorfall Ende 1951 behinderte Monks Karriere in den folgenden Jahren empfindlich: Bei einer Polizeikontrolle wurden in einem von Monk geparkten Auto Drogen gefunden. Da er nicht gegen den wirklichen Drogenbesitzer – seinen Freund Bud Powell – aussagen wollte, wurde er zu 60 Tagen Gefängnis verurteilt. Weit schwerer wog jedoch ein mehrjähriger Entzug der „Cabaret Card“, die damals für Engagements in Night Clubs in New York erforderlich war. Dadurch konnte Monk jahrelang kein Club-Engagement in seiner Heimatstadt bekommen.

### Die Prestige-Jahre 1952–1954
Das Label Prestige machte Monk 1952 ein Angebot für Aufnahmen. Da sich seine bisherigen Platten nur schlecht verkauft hatten, ließ Blue Note Records ihn ziehen. Das auf einigen seiner Prestige-Aufnahmen zu hörende, deutlich verstimmte Klavier lässt entweder auf eine gewisse Nachlässigkeit bei der Produktion schließen oder Monk setzte es bewusst ein. Doch auch während dieser Periode macht Monk einige bemerkenswerte Aufnahmen. Hervorzuheben sind seine Alben mit Sonny Rollins (Thelonious Monk/Sonny Rollins) und die Aufnahmen vom Heiligabend 1954 mit Miles Davis als Leader, Milt Jackson, Percy Heath und Kenny Clarke: Diese gelten vielen Kennern als eine Sternstunde des Jazz.

### Die Riverside-Jahre 1955–1961
Der Jazzproduzent und Monk-Fan Orrin Keepnews gründete 1953 das Label Riverside. Für nur 108 Dollar kaufte er Monk 1954 aus dessen Vertrag bei Prestige heraus. Doch er zögerte zunächst, Aufnahmen mit Monks Eigenkompositionen zu veröffentlichen. In der Absicht, das Publikum schrittweise an Monks exzentrische Musik heranzuführen, wurden stattdessen 1956 zwei LPs, Plays the Music of Duke Ellington und The Unique Thelonious Monk, mit Standards bzw. Interpretationen von Stücken Duke Ellingtons veröffentlicht, die bei Publikum und Kritik zumindest bescheidene Achtungserfolge erzielten.
Einen Wendepunkt in Monks Karriere stellte das Jahr 1957 dar. Zum einen erlangte er auf Betreiben der einflussreichen Baroness Pannonica de Koenigswarter seine „Cabaret Card“ (Auftrittsgenehmigung für New York) zurück, die er 1951 verloren hatte. Diese ehemalige Diplomatengattin aus dem Hause Rothschild kümmerte sich in der Art einer Patronin um Jazz-Musiker. Dies ermöglichte Monk ein erfolgreiches mehrmonatiges Engagement im New Yorker Five Spot Café mit dem Tenorsaxophonisten John Coltrane (Live at the Five Spot: Discovery!).
Zum anderen wurde das dritte auf Riverside veröffentlichte Album Brilliant Corners zu einem Meilenstein in Monks Diskografie: Begleitet von dem Tenorsaxophonisten Sonny Rollins, dem Altsaxophonisten Ernie Henry, dem Bassisten Oscar Pettiford und dem Schlagzeuger Max Roach entstand ein sorgfältig konzipiertes und produziertes Album, auf dem sich Monks Musik voll entfaltete. Großen Anteil daran hatte Sonny Rollins, der als früherer Besucher von Monks „Seminaren“ mit dessen Musik bestens vertraut war und diese entsprechend zu spielen verstand. Höhepunkte waren die vertrackte Neukomposition Brilliant Corners und der ausgedehnte Blues mit dem lautmalerischen Titel Ba-Lue Bolivar Ba-Lues-Are. Dieser Titel bezog sich auf das Bolivar-Hotel in New York, in dem die Baroness de Koenigswarter in einer Suite residierte. Als zusätzlichen Dank für ihre Unterstützung nannte Monk eine seiner schönsten Balladen, in der er mit der rechten Hand Celesta und mit der linken Klavier spielte, Pannonica. Mit diesem Album gelang Monk endlich der Durchbruch beim Publikum. Im Herbst dieses Jahres trafen Monk, sein ehemaliger Mentor Coleman Hawkins und erneut Coltrane aufeinander, veröffentlicht auf der Riverside-LP Monk’s Music.
Im weiteren Verlauf der 1950er Jahre nahm Monk zahlreiche bedeutende Schallplatten auf. Darunter waren Einspielungen mit Musikern wie John Coltrane (Thelonious Monk with John Coltrane, erschienen 1961), mit Gerry Mulligan (Mulligan Meets Monk) und Solo-Einspielungen (Thelonious Alone in San Francisco, 1959). Erfolgreiche Tourneen durch die USA und Europa schlossen sich an. 1958 wurde Monk im Down Beat Critics Poll erstmals zum besten Pianisten gekürt. Im Februar 1959 kam es zu einem Konzert in der renommierten New Yorker Town Hall, bei dem Monk seine Musik in den orchestralen Bearbeitungen des Arrangeurs Hall Overton mit einem Tentett aufführte (The Thelonious Monk Orchestra at Town Hall).
Im Jahr 1960 wurde der Tenorsaxophonist Charlie Rouse Monks fester Partner in seinem Quartett. Rouse war zwar kein Saxophonist vom Format eines John Coltrane oder eines Sonny Rollins, aber seine Spielweise fügt sich ideal in Monks Klangwelt ein. Diese Verbindung sollte bis Ende der 1960er Jahre bestehen bleiben.

### Die Columbia-Jahre 1962–1968
Mit einem Vertragsabschluss beim Schallplattenlabel Columbia, das zu CBS gehörte und für das bereits andere Jazz-Größen wie Miles Davis oder Dave Brubeck arbeiteten, wurde Monk 1962 endgültig zu einem international gefeierten Jazz-Star. Die ersten für Columbia aufgenommenen Schallplatten, Monk’s Dream (1962) und Criss-Cross (1963), zeigten das Thelonious-Monk-Quartett mit Charlie Rouse am Tenorsaxophon, dem Bassisten John Ore und dem Schlagzeuger Frankie Dunlop in gereifter, perfekt aufeinander eingespielter Form und zählen mit zu seinen besten Aufnahmen. Ende 1963 kam es im New Yorker Lincoln Center zu einer zweiten erfolgreichen Aufführung seiner Musik in Big-Band-Besetzung (Big Band and Quartet in Concert). Seine Proben mit dem Arrangeur Hall Overton wurden vom Fotografen W. Eugene Smith in Bild- und Ton-Dokumenten festgehalten, die 2009 im Jazz Loft Project veröffentlicht wurden. Monk unternahm nun Tourneen nach Europa und sogar bis nach Japan (Monk in Tokyo). Das Time-Magazine zeigte ihn im Februar 1964 auf der Titelseite.
Monks kompositorische Aktivität ging im Verlauf dieser Zeit jedoch mehr und mehr zurück. Aufnahmen neuer Kompositionen wurden immer seltener. Einige seiner für Columbia aufgenommenen Schallplatten enthielten kein einziges neues Stück. Abgesehen von einigen Improvisationen stammte seine letzte Komposition aus dem Jahr 1967. Er spielte in dieser Zeit – anders als in den 1950er Jahren – auch nur noch selten mit Musikern außerhalb seines festen Quartetts und erhielt dadurch weniger Impulse von außen. So erstarrte die einst so unkonventionelle und aufregende Musik Monks allmählich in einer vorhersehbaren Formelhaftigkeit.

### Verstummen in den 1970er Jahren
Gegen Ende der 1960er Jahre erhielten Monks Schallplatten nur noch mittelmäßige Kritiken in der Presse, und auch die Verkaufszahlen gingen zurück. Aus kommerziellen Erwägungen drängte ihn Columbia 1968, ein Album mit Orchester-Begleitung aufzunehmen, Monk’s Blues (1969). Die sehr glatt geratenen Arrangements von Oliver Nelson wurden Monks Musik jedoch in keiner Weise gerecht. Den Vorschlag, eine Platte mit Beatles-Kompositionen einzuspielen, lehnte er ab. Daraufhin beendete Columbia die Zusammenarbeit mit Monk. Sein Quartett löste sich in den Folgejahren allmählich auf. Danach machte er mit wechselnden Begleitern nur noch vereinzelt Aufnahmen für kleinere Labels. Doch auch während dieser Zeit blieb er sich stilistisch treu und spielte auf hohem Niveau.
Nach 1970 verschwand Monk offenbar aus gesundheitlichen Gründen von der Bühne. Der ohnehin introvertierte Musiker zog sich mehr und mehr zurück. Er zeigte Anzeichen von Depression und hörte nach und nach mit dem Klavierspielen auf. In den letzten Jahren seines Lebens rührte er sein Instrument nicht mehr an und verfiel in Apathie. Seine letzte Aufnahme stammt aus dem Jahr 1971 (Something in Blue), seinen letzten öffentlichen Auftritt hatte er 1976.

## Der Mensch Thelonious Monk

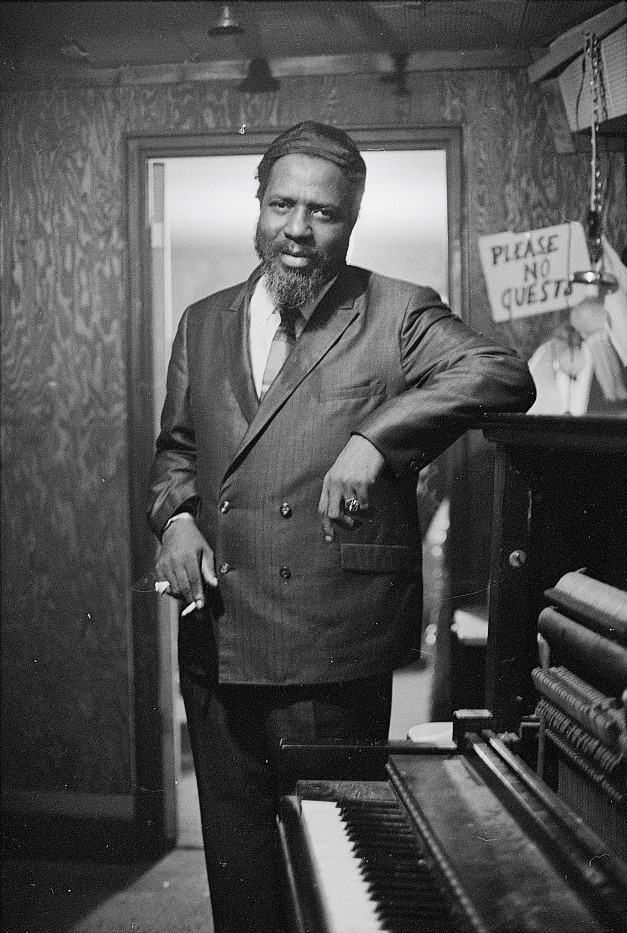
Thelonious Monk (1968)

Monk wird von Zeitgenossen als introvertierter Exzentriker beschrieben. Er fiel äußerlich durch seine hünenhafte Gestalt, seine Vorliebe für ungewöhnliche Kopfbedeckungen und Sonnenbrillen sowie seinen Ziegenbart auf. Damit prägte er neben Dizzy Gillespie das Bild des Hipsters der 1940er und 1950er Jahre. Im Dokumentarfilm It Must Schwing – The Blue Note Story erinnert sich Benny Golson, dass Monks Freunde ihn nicht „Thelonious“ nannten, sondern stets den Spitznamen „Bubba“ verwendeten.
In der Öffentlichkeit war Monk äußerst wortkarg und folgte ausschließlich seinem eigenen Lebensrhythmus, was sich unter anderem so äußern konnte, dass er schlief, wann und wo es ihm beliebte. Gesellschaftliche Konventionen wie z. B. Pünktlichkeit hatten für ihn nur bedingt Gültigkeit. Seine Unzuverlässigkeit zu Beginn seiner Laufbahn ist geradezu legendär. Seinen Mitmenschen gegenüber zeigte er sich oft desinteressiert. Selbst gegenüber der Musik anderer Musiker war er gelegentlich ignorant oder äußerte sich sogar abfällig darüber. Mochte Monk auch ein liebevoller Ehemann und Vater sein, so war er im Privaten unzuverlässig und unfähig, Verantwortung für seine Familie zu übernehmen. Als seine Frau Nellie aufgrund ihrer Schwangerschaft ihren Job aufgeben musste, war von Monk keine finanzielle Unterstützung zu erwarten. Die werdende Familie musste zurück in das nun völlig überfüllte Appartement von Monks Mutter ziehen. Während dieser schwierigen Zeit war Monk tagelang verschwunden. Auch als sein Sohn schließlich am 27. Dezember 1949 geboren wurde, war der Musiker nicht aufzufinden.
Wie viele Musiker seiner Generation nahm Thelonious Monk Drogen. In den schwarzen Ghettos der 1930er Jahre gehörten Drogen zum Alltag, auch Monk wuchs in einer solchen Umgebung auf: In den frühen 1930er Jahren wurde der Stadtteil San Juan Hill zu einem Hauptumschlagplatz für Heroin. Möglicherweise durch seine Kindheit prädisponiert, suchte Monk in beruflich und familiär problematischen Phasen Ablenkung durch Drogen. Mit Heroin betäubte er etwa die Zukunftsängste, hervorgerufen durch die Geburt seines Sohnes und die neue Verantwortung als Familienvater. Von der Forschung ist zudem eine Wechselwirkung zwischen Monks psychischer Störung und seinem Drogenkonsum hergestellt worden. Dass der Pianist ein starker Trinker war, ist vermutlich ein Nebeneffekt seiner manischen Depression, die wiederum durch den hohen Alkoholkonsum verstärkt wurde. Gleiches gilt für Monks Lieblingsdroge Benzedrin (Speed), deren Einnahme die Symptome der Krankheit verstärken kann. Möglicherweise kann man also die Ruhelosigkeit, Schlaflosigkeit und Unsicherheit Monks zu einem Teil der Kombination aus Amphetaminen und seiner bipolaren Störung zuschreiben.
Seine Angehörigen schilderten den in der Öffentlichkeit so schweigsamen und einzelgängerischen Monk als einen in seiner vertrauten Umgebung kommunikativen und geselligen Menschen. Er spielte gerne Karten und galt als ausgezeichneter Schach- und Tischtennis-Spieler. Thelonious Monk führte nicht nur über Jahrzehnte ein intaktes Familienleben. Mit Bud Powell, Coleman Hawkins und der Baroness de Koenigswarter verband ihn auch eine lebenslange enge Freundschaft. Er war außerdem ein durchaus guter Geschäftsmann, der sich nie unter Wert verkaufte.
Die meiste Zeit seines Lebens lebte Monk in der Wohnung seiner Kindheit und verließ New York nur ungern. So beharrlich und souverän er in seiner Musik war, so unsicher, gar hilflos war er oft außerhalb seiner vertrauten Umgebung. Nachdem er 1959 auf dem Bostoner Flughafen von der Polizei aufgegriffen und wegen seines verwirrten Verhaltens für drei Tage in psychiatrische Beobachtung gegeben wurde, ließ Monk sich auf Reisen meist von seiner Frau Nellie begleiten, die ihm auch oft bei seinen seltenen Interviews zur Seite stand. Sein Sohn Thelonious Jr. berichtet davon, dass Monk tagelange Phasen tiefer Depression oder Euphorie, gefolgt von extremen Erschöpfungszuständen durchlief. Er wurde deswegen mehrmals von seiner Familie ins Krankenhaus eingeliefert, was aber nicht öffentlich gemacht wurde.
Die Musik Thelonious Monks war stark von seiner introvertierten, individualistischen Persönlichkeit geprägt. So eigenwillig Monk an dem ihm eigenen Lebensrhythmus und seinen oft exzentrischen Gewohnheiten festhielt, so eigenwillig war auch seine Musik. Seine Frau Nellie berichtete, dass Monk sich seiner Umgebung innerlich fast vollständig entziehen konnte und sich zeit seines Lebens ausschließlich mit seiner Musik beschäftigt hat.
Auf Filmaufnahmen des Klavier spielenden Monk ist zu sehen, wie der Pianist mit den Beinen tanzende Bewegungen aufführt. Während der Soli seiner Band-Mitglieder liebte Monk es, mit der Klavierbegleitung auszusetzen und offenbar völlig in sich versunken, fast wie in Trance auf der Bühne zu tanzen. In diesem „monkischen“ Tanz vollzog er die eigentümliche Rhythmik und Harmonik seiner Musik nach. Vordergründig betrachtet erscheint dies oft behäbig und ungeschickt. Tatsächlich besaß Monk ein sehr individuelles Gefühl für Zeit, Bewegung und Rhythmus, das sein Verhalten auf Außenstehende oft befremdlich wirken ließ. Seine seltsam wirkenden Gewohnheiten entsprachen aber auf eine sehr spezielle Art seiner musikalischen Sprache, so dass vieles von seinem exzentrischen Verhalten bei näherem Hinsehen Parallelen zu seiner Musik erkennen lässt und nachvollziehbar wird.
Bezeichnenderweise beziehen sich viele Kompositionen des introvertierten Pianisten im Titel direkt auf Verwandte, enge Freunde oder sogar auf den Komponisten selbst. Little Rootie Tootie bezieht sich auf den Spitznamen seines Sohnes Thelonious Jr., Boo Boo’s Birthday auf den seiner Tochter Barbara. Crepuscule With Nellie ist seiner Ehefrau gewidmet, Pannonica der Baroness de Koenigswarter. Thelonious, Blue Monk oder Monk’s Mood sind nur drei der Stücke, die den Namen des Komponisten im Titel tragen.
Monk wurde während seines gesamten Lebens von Frauen in seiner unmittelbaren Umgebung gefördert und umsorgt: anfangs von seiner Mutter, später von seiner Frau Nellie, die in für Monk wirtschaftlich schwierigen Zeiten auch den Lebensunterhalt der Familie sicherte, und zuletzt von der Baroness de Koenigswarter, in deren Villa in New Jersey er sich 1973 im Alter zurückzog. Dort verbrachte er mit seiner Frau Nellie fast völlig zurückgezogen seinen Lebensabend. Sein psychischer Zustand verschlechterte sich in dieser Zeit zunehmend. Er starb 1982 nach einem Gehirnschlag.
Sein Sohn Thelonious Monk junior folgte dem Vater als Musiker, schlug eine Karriere als professioneller Schlagzeuger ein und rief das „Thelonious-Monk-Institute for Jazz“ ins Leben. Dessen Ziel ist es, musikalisch begabte Jugendliche zu fördern. Es verleiht jährlich den renommierten Thelonious-Monk-Award an herausragende Talente.

## Die Musik Thelonious Monks
Monk gilt als Mitbegründer und führender Musiker des Bebop. Er nimmt innerhalb dieses Genres jedoch eine Außenseiterposition ein: zum einen wegen seiner eigenwilligen Kompositionen, zum anderen wegen seines nicht weniger individuellen Improvisationsstils. Monk entwickelt eine sehr eigenständige musikalische Ästhetik, die zwar etwa zeitgleich mit dem Bebop entsteht und auf diesen einwirkt, aber im Wesentlichen von diesem unabhängig ist. Auf die Frage, wer ihn musikalisch am meisten beeinflusst habe, antwortete Monk einmal: „Na, ich selbst natürlich.“

### Der Komponist
In für den Bebop atypischer Weise sind Monks Kompositionen nicht bloße Neuharmonisierungen bekannter Standards, sondern meist vollständig neue Themen. Diese sind teils hochkomplex und enthalten ungewöhnliche Harmoniefolgen – wie etwa Round Midnight (siehe Beispiel), teils aber auch frappierend einfach, zum Beispiel ausgerechnet das Stück Thelonious, das auf einem einzigen Ton aufbaut.
Monk hatte eine Vorliebe für besonders kurze, prägnante Themen. Sie beruhen zwar oft auf dem 12-taktigen Blues-Schema oder der 32-taktigen Standardform populärer Songs, doch er verfremdete gern symmetrische 8-, 16- oder 32-taktige Formteile, indem er scheinbar völlig unlogisch und überraschend ungerade Takte anhängte, einschob oder die Melodie um einen halben Beat vorverlegte. Themen wie I mean you oder Straight no chaser basieren auf solchen rhythmischen Verschiebungen und Unregelmäßigkeiten. Diese Besonderheiten geben Monks Stücken einen sperrigen und irritierenden, aber gerade dadurch auch reizvollen Charakter. Sie sind an ihrer individuellen Formensprache leicht als seine Werke zu erkennen.

### Der Improvisator
Als Pianist improvisierte Monk selten wie typische Bebop-Solisten in rasanten, sondern bevorzugt eher moderate Tempi. Ihm lag nicht daran, seine Virtuosität unter Beweis zu stellen, sondern die verborgenen Strukturen eines Themas aufzudecken und den Hörer dabei mitzunehmen. Er variierte ständig die Melodien und Harmonien der kompositorischen Vorlagen, indem er Motive, Phrasen und Akkorde daraus abstrahierte, dehnte oder verkürzte. Seine kantigen, bizarren Improvisationen wurden spontan erfunden, bildeten aber keine losgelöste und frei assoziierte Linie, sondern bezogen sich immer auf das zu Grunde liegende Thema.
Monk benutzte damals sehr ungewöhnliche Akkorde, Intervalle und Skalen, etwa den übermäßigen Dreiklang, die Ganztonleiter, die zum Tritonus erhöhte Quarte (das „Bebop“-Intervall) und kleine, als besonders dissonant empfundene Sekunden. Als Beispiel sei das Klavierintro aus der Komposition Brilliant Corners genannt.
Er kombinierte diese Elemente auf bizarre Weise miteinander und verteilte seine Akkorde über die ganze Klaviatur. Er setzte diese sowohl als harmonische Wendungen als auch als eigene „Farben“ ein.
Auch rhythmisch setzte Monk in dem für ihn typischen perkussiven Stil unerwartete, aber umso effektvollere Akzente. Er setzte diese sparsam, aber immer an Stellen, wo sie ein Höchstmaß an Aussagekraft erreichen. Er spielte mit Pausen und Gegenrhythmen, die den weiterlaufenden Swing kontrastieren. Indem er die Form verfremdete und neue großräumige thematische Bezüge herstellte, erzeugte er außergewöhnliche Spannungsmomente und öffnet neue Horizonte. Der Hörer kann miterleben, wie Monk das Stück improvisierend kommentiert, durchdenkt und nochmals ganz neu erfindet.
Monks Art der Komposition und Improvisation sind untrennbar miteinander verbunden. Der Kritiker Whitney Balliett fasst diese Wechselbeziehung so zusammen: „Seine Improvisationen sind verflüssigte Kompositionen, seine Kompositionen sind gefrorene Improvisationen.“
Innerhalb des Modern Jazz geht Monk bis an die Grenze zur Auflösung jeder Tonalität, Phrasierung und Rhythmik. Deswegen war er lange Zeit dem Unverständnis von Publikum und Kritik ausgesetzt. In der Bebop-Ära wurde er deshalb oft heftig abgelehnt und angefeindet. Seine Kritiker führten seine Art, Spannung zu erzeugen, auf mangelndes technisches Können und fehlendes Swing-Gefühl zurück. Monks Musik gewann jedoch gerade durch seine konsequent skurrile Exzentrik eine innere Stimmigkeit und Geschlossenheit, wie sie auch im Jazz nur selten zu finden sind. Sein sehr persönlicher Improvisationsstil findet daher nur wenige Nachahmer.
Monk lotete die kompositorischen und improvisatorischen Möglichkeiten des modernen Bebop-Idioms aus: Er ironisierte vermeintlich Bekanntes, parodierte Klischees, unterlief die Erwartungshaltung des Hörers und schaffte neue, unvermutete Bezüge. Dabei gab er aber die Tradition niemals auf, sondern blieb im Rahmen der funktionalen, vom Blues „getränkten“ Jazzharmonik und konventionellen Songformen. Diese vorgegebenen Strukturen sind als Basis seiner Spielweise immer erkennbar und werden gerade durch ihre Verfremdung hervorgehoben. Ein besonderer Reiz seiner Musik liegt daher in dem stets spürbaren Spannungsverhältnis zwischen den traditionellen musikalischen Formen und ihrer individualistischen Transformation.

### Einfluss auf andere Musiker
Durch seine verspätete Anerkennung macht sich Monks Einfluss erst ab etwa 1955 bemerkbar. Er eröffnete dem Jazz in den 1950er Jahren neuartige Perspektiven: Sein experimenteller Stil nahm vieles von dem vorweg, was später in den 1960er Jahren im Free Jazz üblich und breit entfaltet wurde. Durchsetzt von seinem zynischen Humor klang bei Monk Vieles erstmals an, was ebenso geniale Jazz-Avantgardisten später weiterentwickelten. So beeinflusste Monk zahlreiche Jazzmusiker der 1960er Jahre wie John Coltrane, Ornette Coleman, Sonny Rollins und Eric Dolphy.
Er selbst war jedoch nicht bereit, die radikalen Umwälzungen mitzumachen, sondern stand dem Free Jazz der 1960er Jahre ablehnend gegenüber. Er warf den jungen Avantgardisten vor, unzusammenhängend und unlogisch einfach nur „einen Haufen Noten“ nacheinander zu spielen. Den Free-Jazz-Pionier Ornette Coleman beschuldigt er sogar, mit seinen neuartigen musikalischen Konzepten den Jazz zu zerstören. Hier zeigt sich, dass der Komponist und Strukturalist Monk auf die traditionelle Form angewiesen blieb, um seine individuelle musikalische Sprache sprechen zu können.
Monk komponierte im Laufe seines Lebens nur genau 71 Themen (Duke Ellington zum Beispiel komponierte etwa 2000). Dennoch gilt er als einer der wenigen großen Jazz-Komponisten. Viele seiner Stücke wurden wegen ihrer genialen eigenwilligen, oft bizarren Formensprache ihrerseits zu Jazzklassikern (sogenannten „Standards“). Sie haben in dem, was man als Modern Jazz bezeichnet, eine absolut überragende Stellung eingenommen und gelten als Paradebeispiele für diese Musikrichtung, an der kein bedeutender heutiger Jazzmusiker und Jazzpianist vorbeikommt.
Seit Monks Tod erlebt seine Musik eine regelrechte Renaissance, die bis heute anhält. Viele namhafte Musiker beschäftigen sich bis heute intensiv mit seinem Werk und spielen seine Kompositionen ein. Dazu gehör(t)en unter anderen Anthony Braxton, Misha Mengelberg und Chick Corea. Der Pianist Alexander von Schlippenbach führt mit einer Gruppe junger Musiker in einem Konzertprogramm das Gesamtwerk Monks auf und hat dieses im Jahr 2004 komplett aufgenommen. Der Sopransaxophonist Steve Lacy, selbst in den 60ern kurzzeitig Mitglied in Monks Band und auf der Columbia-Aufnahme von 1964 zu hören, spielte einige Jahre seiner Karriere sogar ausschließlich Monk-Kompositionen.
Monks Einfluss reicht jedoch weit über den Jazz hinaus. So erschien 1984 das von Hal Willner produzierte Doppelalbum That’s The Way I Feel Now, auf dem sowohl Jazz- als auch Popmusiker Monk ihre Reverenz erweisen. Unter ihnen sind Gil Evans, Dr. John, Donald Fagen und John Zorn. Auch das Kronos Quartet hat eine kammermusikalische Hommage an Monk aufgenommen.
1989 produzierte Clint Eastwood den Dokumentarfilm Thelonious Monk: Straight, No Chaser, ein sensibles und lebhaftes Porträt Thelonious Monks, unter der Regie von Charlotte Zwerin.
Im April 2006 wurde Thelonious Monk für sein Werk posthum ein Pulitzer-Preis verliehen.
Nach ihm ist ein angesehener Nachwuchswettbewerb für Jazzmusiker (Thelonious-Monk-Wettbewerb) benannt.

## Kompositionen (Auswahl)
- 52nd Street Theme
- Ask Me Now
- Ba-Lue Bolivar Ba-Lues-Are
- Bemsha Swing
- Blue Monk
- Bright Mississippi
- Brilliant Corners
- Bye-Ya
- Crepuscule With Nellie
- Epistrophy
- Eronel (umstritten, eher Idrees Sulieman & Sadik Hakim[8])
- Evidence
- Hackensack
- I mean you
- In walked Bud
- Introspection
- Let’s call this
- Light Blue
- Little Rootie Tootie
- Misterioso
- Monk’s Dream
- Monk’s Mood
- Off Minor
- Pannonica
- Played Twice
- Reflections
- ’Round Midnight
- Ruby, My Dear
- Rhythm-A-Ning
- Straight, No Chaser
- We See
- Well You Needn’t

Siehe auch: Frank Kimbrough: Monk’s Dreams: The Complete Compositions of Thelonious Sphere Monk (2018)

## Wichtige Aufnahmen
Bereits zu Lebzeiten wurden mehr als 50 Aufnahmen Thelonious Monks unter seinem eigenen Namen oder dem anderer Leader veröffentlicht. Seit seinem Tode wurden seiner Diskografie bis heute zahlreiche weitere, bislang unveröffentlichte Aufnahmen oder Zusammenstellungen hinzugefügt. So wurde im Jahr 2005 eine bislang unbekannte Live-Aufnahme Monks mit John Coltrane veröffentlicht. Eine vollständige Auflistung an dieser Stelle ist weder sinnvoll noch möglich. Stattdessen wird hier exemplarisch auf einige besonders hervorzuhebende Aufnahmen hingewiesen.
- Genius Of Modern Music Vol. 1 (1947–48, Blue Note)
- Genius Of Modern Music Vol. 2 (1952, Blue Note)
- 1954: Miles Davis: Miles Davis and the Modern Jazz Giants (ed. 1956, Prestige)
- 1956: Brilliant Corners (Riverside)
- 1957: Thelonious Monk Quartet with John Coltrane at Carnegie Hall (Blue Note, erschienen 2005)
- 1957: Monk’s Music (Riverside)
- 1957: Thelonious Alone in San Francisco (Riverside)
- 1959: The Thelonious Monk Orchestra at Town Hall (Riverside)
- 1959: Les Liaisons Dangereuses 1960 (Sam/Saga, erschienen 2017)
- 1963: Criss Cross (Columbia)
- 1964: Live at the It Club (Sony, erschienen 1998)
- 1964: Big Band and Quartet in Concert (Columbia)
- 1965: Monk in Paris: Live at the Olympia (Thelonious, ed. 2003)
- 1968: Underground (rec. 1967/68, Columbia)
- 1971: Something in Blue (Black Lion)

Zusammenstellungen
- The Complete Riverside Recordings (1986) – (Riverside Records)
- The Best Of Thelonious Monk. The Blue Note Years (1947–1952, Blue Note, erschienen 1991)
- Thelonious Monk 85th Birthday Celebration (1952–1961, ZYX Music, erschienen 2002)
- The Columbia Years: '62–'68 (1962–1968, Sony, erschienen 2001)
- The Complete Black Lion and Vogue Recordings of Thelonious Monk – (1954 & 1971) – (Mosaic 1985) – 4 LPs mit Al McKibbon, Art Blakey

Andere
Es existieren zahlreiche Schallplatten, auf denen andere Musiker ausschließlich Kompositionen Thelonious Monks spielen, oder bei denen diese einen Schwerpunkt bilden. Diese Liste kann daher nur eine kleine Auswahl wiedergeben.
- Steve Lacy: Reflections (1958, New Jazz/OJC)
- Steve Khan: Evidence (1980, Novus)
- Sphere: Four In One (1982, Elektra)
- Roswell Rudd / Misha Mengelberg: Regeneration (1982, Soul Note)
- Arthur Blythe: Light Blue (1983, Columbia)
- Verschiedene: That’s The Way I Feel Now (1984, A&M)
- Kronos Quartet: Monk Suite (1985, Nonesuch)
- Steve Lacy: Only Monk (1985, Soul Note)
- Anthony Braxton: Six Monk’s Compositions (1987, Black Saint)
- Paul Motian: Monk In Motian (1988, jmt)
- Carmen McRae: Carmen Sings Monk (1988, Novus)
- Steve Lacy: More Monk (1989, Soul Note)
- Bebop & Beyond: Plays Thelonious Monk (1990, Blue Moon)
- T.J. Kirk: If Four Was One (1996, Warner Bros.)
- Esbjörn Svensson Trio: Plays Monk (1996, ACT)
- Alexander von Schlippenbach: Plays Monk (1997, enja)
- T.S. Monk: Monk On Monk (1997, N2K)
- Verschiedene: Blue Monk: Blue Note Plays Monk’s Music (1999, Blue Note)
- Wynton Marsalis: Standard Time, Vol. 4: Marsalis Plays Monk (1999, Columbia)
- Alexander von Schlippenbach: Monk’s Casino (Das Gesamtwerk, 2005, Intakt)

## Filme, Videoalben, Hörbücher
- Thelonious Monk: Straight, No Chaser (Dokumentarfilm von Charlotte Zwerin, 1989)
- Rewind and Play (Dokumentarfilm von Alain Gomis, 2022)
- Marcus A. Woelfle: The Thelonious Monk Story, gelesen von Rufus Beck (Hörbuch, 2 CDs, 2005, ZYX Music)